# Edmund Woga

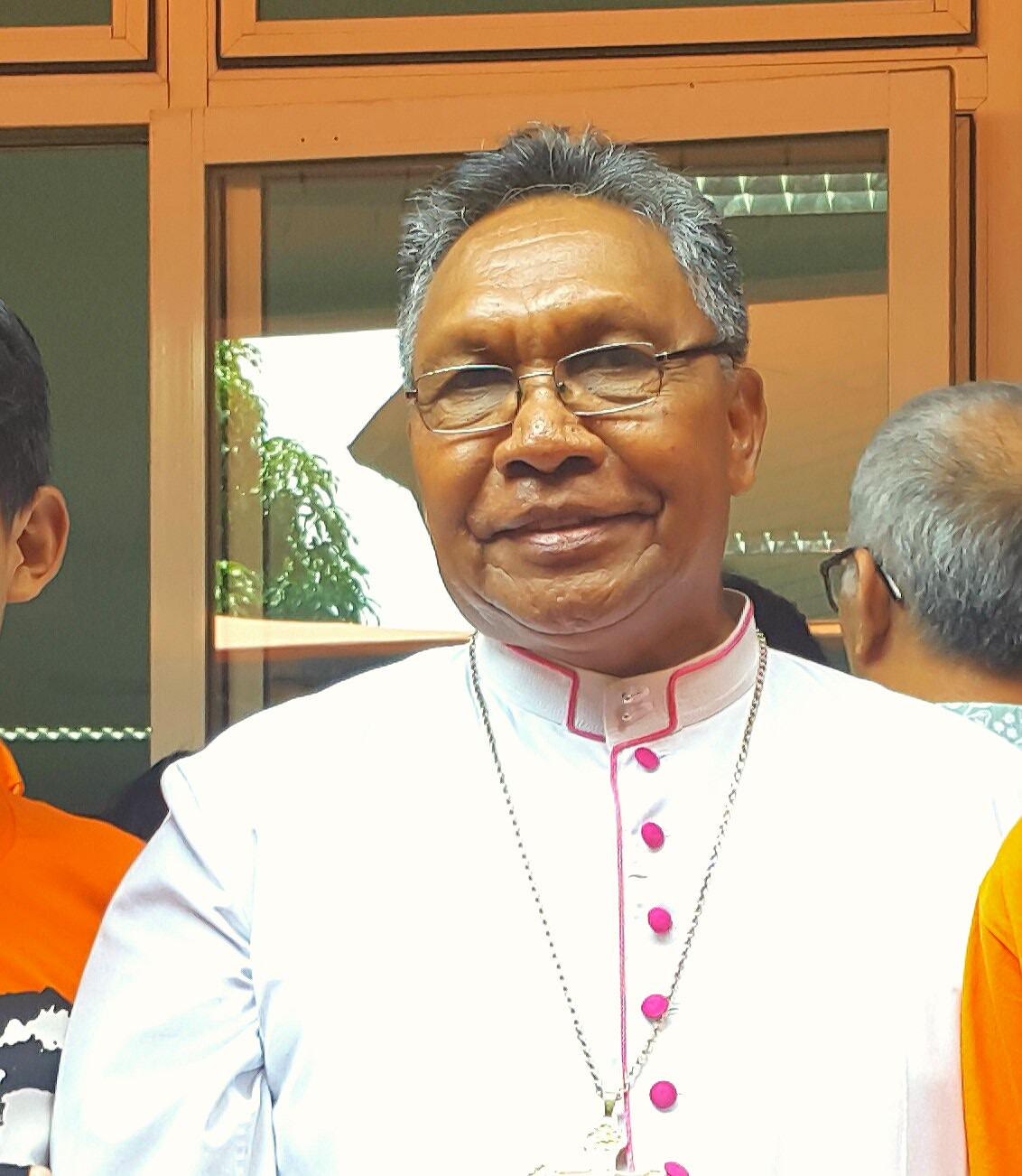
Edmund Woga, 2017

Edmund Woga CSsR (* 17. November 1950 in Hewokloang) ist Bischof von Weetebula.

## Leben
Edmund Woga empfing am 29. November 1977 die Priesterweihe, trat der Ordensgemeinschaft der Redemptoristen bei und legte 1985 die Profess ab. Papst Benedikt XVI. ernannte ihn am 4. April 2009 zum Bischof von Weetebula.
Der Bischof von Maumere, Girulfus Kherubim Pareira SVD, spendete ihm am 16. Juli desselben die Bischofsweihe; Mitkonsekratoren waren Vincentius Sensi Potokota, Erzbischof von Ende, und Johannes Maria Trilaksyanta Pujasumarta, Bischof von Bandung.